# Vladimir Gajšek
Vladimir Gajšek, slovenski književnik, prevajalec, publicist in slikar; * 10. julij 1946, Maribor.
Je pripadnik slovenskih modernistov.
Vladimir Gajšek je bil rojen v Mariboru, kjer se je že mlad uveljavil doma in na tujem. Obiskoval je Klasično gimnazijo v Mariboru, študiral v Ljubljani   primerjalno književnost in filozofijo. 
Vladimir Gajšek je avtor več pesniških zbirk, romanov in esejev, ukvarjal se je s poetografiko, razstavljal tudi olja, akrile in akvarele. Bil je vodja Študentskega gledališča v Mariboru, so/ustanovitelj in urednik mariborskega študentskega lista Katedra, 20 let v uredništvu slovenske kulturne in literarne revije Dialogi. Objavlja v vseh slovenskih literarnih revijah, tudi v Pahorjevem zamejskem Zalivu. Gajškove pesmi so v antologijah - Živi Oerfej, velika antologija slovenske lirike idr. Vladimir Gajšek je nastopal in predaval tudi na tujem. Prevaja iz nemščine, francoščine, hrvaščine, bosanščine, srbščine, črnogorščine, italijanščine in latinščine. Soizdajatelj mednarodne antologije ANTHOLOGIA ALPINA. Bil je v ustanovnem Glavnem odboru Borštnikovega srečanja slovenskih gledališč. 
V filozofiji in humanistiki se je ukvarjal z mnogimi pojavi sodobnosti, od ontologije, fenomenologije, filozofije eksistence do sociologije intelektualstva in sociologije medijev. 
Vladimir Gajšek je samostojen slovenski poklicni književnik.

Njegova pesniška dela so Poezija, Pesmi, Posvetitev, Glas in klic, Amfionova plunka, Beli listi, Dežela nožev, Ure noč in dan, Daljna težišča, Grozd in nekatera druga; prozna dela so Abecednik A-Ž-A, Kaj ti povem, Zgodbe, Ona je tukaj, Ikarovo perje, Voroneški zvezki, Posvetitev in drugo.